# Susanthika Jayasinghe
Pour les articles homonymes, voir Jayasinghe.
Susanthika Jayasinghe, née le 17 décembre 1975 à Uduwaka, est une athlète srilankaise, évoluant sur le sprint.

## Biographie
Originaire d'une famille modeste habitant au nord de Colombo, elle réussit à percer dans l'athlétisme. Elle obtient ainsi une première médaille lors du 200 mètres des Jeux Panasiatiques de 1994 à Hiroshima. Elle confirme son potentiel en obtenant une nouvelle médaille d'argent mais au niveau mondial cette fois, lors de l'édition des Championnats du monde 1997 à Athènes.
Cette médaille est la première obtenue par un athlète du Sri Lanka dans un grand championnat depuis 1948. Revenue en héroïne dans son pays, son statut évolue ensuite lorsqu'elle subit un contrôle positif en avril 1998. Elle est alors largement condamnée dans son pays, par le monde politique et journalistique. Elle met en cause le ministre des sports de son pays comme instigateur d'un complot à l'origine de ce contrôle positif. Elle sera ensuite blanchie à la suite d'une longue procédure. 
S'entraînant désormais aux États-Unis, elle participe aux Jeux olympiques d'été de 2000 à Sydney. Elle y obtient une nouvelle médaille sur 200 mètres avec le bronze. Son retour à Colombo est un triomphe populaire, le Sri Lanka n'ayant pas remporté de médaille olympique depuis 1948. Cependant, elle est toujours en opposition avec le monde politique de son pays. À la suite du déclassement de Marion Jones après sa révélation de dopage en 2007, elle obtient finalement la médaille d'argent.
En 2002, lors des Jeux asiatiques se déroulant dans son pays, elle réalise le doublé sur 100 et 200 mètres. Elle remporte ensuite une médaille de bronze lors de la Coupe du monde 2002 à Madrid.
En 2006, elle remporte une nouvelle médaille lors des jeux Asiatiques avec l'argent du 100 mètres à Doha.
En 2007, elle remporte une médaille lors des championnats du monde à Osaka avec le bronze décroché au finish pour 2 centièmes sur 200 mètres, réalisant 22 s 63.
Elle est le porte drapeau de la délégation sri-lankaise aux Jeux olympiques d'été de 2008 de Pékin. Cependant, elle échouera en demi-finale sur 200m (7e place alors que seules les quatre premières étaient qualifiées) en 22 s 98.
Le 5 février 2009, Jayasinghe annonce qu'elle prend sa retraite (elle est alors âgée de 33 ans).
Le 27 décembre 2016, elle est hospitalisée pour une maladie inconnue.

## Palmarès
| Date | Compétition                    | Lieu       | Résultat | Épreuve   | Temps   |
| ---- | ------------------------------ | ---------- | -------- | --------- | ------- |
| 1994 | Jeux asiatiques                | Hiroshima  | 2e       | 200 m     | 23 s 57 |
| 1995 | Championnats d'Asie            | Jakarta    | 2e       | 100 m     | 11 s 37 |
| 1995 | Championnats d'Asie            | Jakarta    | 1re      | 200 m     | 23 s 00 |
| 1995 | Championnats du monde          | Göteborg   | QF       | 100 m     | 11 s 76 |
| 1996 | Jeux olympiques                | Atlanta    | QF       | 100 m     | DNF     |
| 1997 | Championnats du monde          | Athènes    | 2e       | 200 m     | 22 s 39 |
| 1999 | Finale mondiale                | Munich     | 8e       | 200 m     | 23 s 13 |
| 2000 | Jeux olympiques                | Sydney     | DF       | 100 m     | 11 s 33 |
| 2000 | Jeux olympiques                | Sydney     | 2e       | 200 m     | 22 s 28 |
| 2001 | Championnats du monde en salle | Lisbonne   | 4e       | 200 m     | 23 s 24 |
| 2002 | Championnats d'Asie            | Colombo    | 1re      | 100 m     | 11 s 29 |
| 2002 | Championnats d'Asie            | Colombo    | 1re      | 200 m     | 22 s 84 |
| 2002 | Jeux du Commonwealth           | Manchester | 4e       | 100 m     | 11 s 08 |
| 2002 | Jeux du Commonwealth           | Manchester | 6e       | 4 x 100 m | 44 s 25 |
| 2002 | Coupe du monde des nations     | Madrid     | 2e       | 100 m     | 11 s 20 |
| 2002 | Coupe du monde des nations     | Madrid     | 4e       | 200 m     | 22 s 82 |
| 2002 | Jeux asiatiques                | Busan      | 1re      | 100 m     | 11 s 15 |
| 2003 | Championnats du monde          | Paris      | QF       | 100 m     | DNF     |
| 2006 | Jeux asiatiques                | Doha       | 2e       | 100 m     | 11 s 34 |
| 2006 | Jeux asiatiques                | Doha       | 3e       | 200 m     | 23 s 42 |
| 2006 | Jeux asiatiques                | Doha       | 4e       | 4 x 100 m | 46 s 03 |
| 2007 | Championnats d'Asie            | Amman      | 1re      | 100 m     | 11 s 19 |
| 2007 | Championnats d'Asie            | Amman      | 1re      | 200 m     | 22 s 99 |
| 2007 | Championnats du monde          | Osaka      | —        | 100 m     | DQ      |
| 2007 | Championnats du monde          | Osaka      | 3e       | 200 m     | 22 s 63 |
| 2008 | Jeux olympiques                | Pékin      | DF       | 200 m     | 22 s 98 |

## Records
| Épreuve | Épreuve   | Temps        | Lieu      | Date              |
| ------- | --------- | ------------ | --------- | ----------------- |
| 60 m    | En salle  | 7 s 09 (AR)  | Stuttgart | 7 février 1999    |
| 100 m   | Plein air | 11 s 04 (NR) | Yokohama  | 9 septembre 2000  |
| 200 m   | Plein air | 22 s 28 (NR) | Sydney    | 28 septembre 2000 |
| 200 m   | En salle  | 22 s 99 (AR) | Lisbonne  | 9 mars 2001       |